# Babushara
Babushara est un petit village de Géorgie, situé dans la région autonome d’Abkhazie. Il se situe à 24 km de Sokhoumi.